# نواة دهليزية وحشية
النواة الدهليزية الوحشية هي إحدي النوى الدهليزية وفيها ينتهي عدد من الفروع الصاعدة للعصب الدهليزي.

## التركيب
تتكون النواة الدهليزية الوحشية من خلايا عصبية متعددة الأقطاب كبيرة جدًا تشكل محاورها جزءًا مهمًا في الحزمة الطولية الخلفية (المعروفة أيضًا باسم الحزم الطولية الإنسية) على نفس الجانب والجانب المقابل.
وتتشعب المحاور عند دخولها الحزمة الطولية الخلفية إلى:
- فروع صاعدة ترسل فروع جانبية صغير إلى نواة المحركة للعصب المبعد والعصب البكري والعصب المحرك للعين عبر الجزء الصاعد للحزمة الطولية الإنسية، وهي المعنية بتنسيق حركات العينين مع بعضهما العض حسب موضوع الرأس.
- فروع هابطة وتمر إلى الحبلة الأمامية للنخاع الشوكي في شكل الحويصلة الدهليزية الشوكية وترسل فروع صغير للنوى الحركية الموجودة في الجزء الأمامي للحبل الشوكي.